# Александра Греческая
Алекса́ндра Гре́ческая (греч. Αλεξάνδρα της Ελλάδας; 25 марта 1921, Афины, Греческое королевство — 30 января 1993, Восточный Суссекс, Великобритания) — принцесса Греческая, принцесса Датская, дочь короля эллинов Александра I из рода Глюксбургов, в замужестве — последняя королева Югославская.

## Биография

### Принцесса Греции и Дании
Принцесса Александра родилась 25 марта 1921 года в Афинах, через пять месяцев после смерти своего отца. Она была дочерью Александра I, короля Греции и его морганатической вдовы Аспазии Манос.
На престоле был восстановлен дед Александры, король Константин I Греческий, при котором правительство, следуя закону о престолонаследии, признало брак его покойного сына незаконным, а его внучку незаконнорождённой.
По просьбе бабушки Александры, королевы Софии Греческой в июле 1922 года был принят новый закон о престолонаследии, позволивший признавать действительность браков членов королевской семьи без согласия правящего суверена, даже задним числом, хотя и без права престолонаследия.
Король Константин I указом от 10 сентября 1922 года официально признал брак между его покойным сыном Александром и его вдовой Аспазией Манос. Таким образом, Александра была признана членом правящего дома, но без права престолонаследования.
Ей и её матери были даны титулы принцесс Греческих и Датских, с обращением «Ваше Королевское Высочество». Такой титул носили все не правящие члены греческой королевской семьи, которые также были членами младшей ветви датской королевской семьи.

### Королева Югославии
В 1944 году Александра Греческая переехала в Лондон, где 20 марта 1944 года вышла замуж за короля Петра II Югославского и родила наследного принца Александра Карагеоргиевича. По закону о престолонаследии югославского королевства, будущий король должен рождаться исключительно на югославской территории. Поэтому, 17 июля 1945 года номер 212 отеля Кларидж на Брук-Стрит в Лондоне на день был уступлен британским правительством Югославии.
Александра Греческая, королева Югославии умерла 30 января 1993 года в Восточном Суссексе, Англия, и была похоронена в бывшей резиденции королей эллинов в Татой в Греции.

## Сочинения
- For Love of a King. — N. Y.: Doubleday, 1956.
- Prince Philip: A Family Portrait. — London: Hodder and Stoughton.